# Malimba (langue)
Pour les articles homonymes, voir Malimba.
Le Malimba (mulimba) est une langue bantoïde méridionale parlée au Cameroun dans la Région du Littoral, dans les départements de la Sanaga-Maritime et du Wouri, dans une petite zone au nord d'Édéa et autour de l'estuaire de la Sanaga, particulièrement dans six villages : Malimba, Malimba Farm, Maljedu, Malmbenge, Bongo et Moulongo.
Le nombre de locuteurs était estimé à 2 230 en 2001